# Maicon Siqueira
Maicon de Andrade Siqueira (9 de enero de 1993) es un deportista brasileño que compite en taekwondo.
Participó en los Juegos Olímpicos de Río de Janeiro 2016, obteniendo una medalla de bronce en la categoría de +80 kg. En los Juegos Panamericanos consiguió dos medallas, bronce en 2019 y oro en 2023.
Ganó una medalla de bronce en el Campeonato Mundial de Taekwondo de 2019 y dos medallas de bronce en el Campeonato Panamericano de Taekwondo, en los años 2018 y 2022.

## Palmarés internacional
| Juegos Olímpicos        | Juegos Olímpicos             | Juegos Olímpicos  | Juegos Olímpicos |
| Año                     | Lugar                        | Medalla           | Categoría        |
| ----------------------- | ---------------------------- | ----------------- | ---------------- |
| 2016                    | Río de Janeiro (Brasil)      | Medalla de bronce | +80 kg           |
| Campeonato Mundial      |                              |                   |                  |
| Año                     | Lugar                        | Medalla           | Categoría        |
| 2019                    | Mánchester (Reino Unido)     | Medalla de bronce | +87 kg           |
| Juegos Panamericanos    |                              |                   |                  |
| Año                     | Lugar                        | Medalla           | Categoría        |
| 2019                    | Lima (Perú)                  | Medalla de bronce | +80 kg           |
| 2023                    | Santiago (Chile)             | Medalla de oro    | Equipo           |
| Campeonato Panamericano |                              |                   |                  |
| Año                     | Lugar                        | Medalla           | Categoría        |
| 2018                    | Spokane (Estados Unidos)     | Medalla de bronce | +87 kg           |
| 2022                    | Punta Cana (Rep. Dominicana) | Medalla de bronce | +87 kg           |